# Leo Amy Falcam
Leo Falcam (Pohnpei, 20 november 1930 - 12 februari 2018) was een politicus uit de eilandstaat Micronesia en vervulde vier jaar het presidentiële ambt, namelijk van 1999 tot en met 2003. Daarvoor heeft hij sociologie gestudeerd aan de universiteit van Hawaï. In 2003 deed Falcam wederom mee aan de verkiezingen van Micronesia, maar het congres verkoos Joseph John Urusemal.
Falcam is ook nog gouverneur van de deelstaat Pohnpei geweest.